# Heidelberg Materials

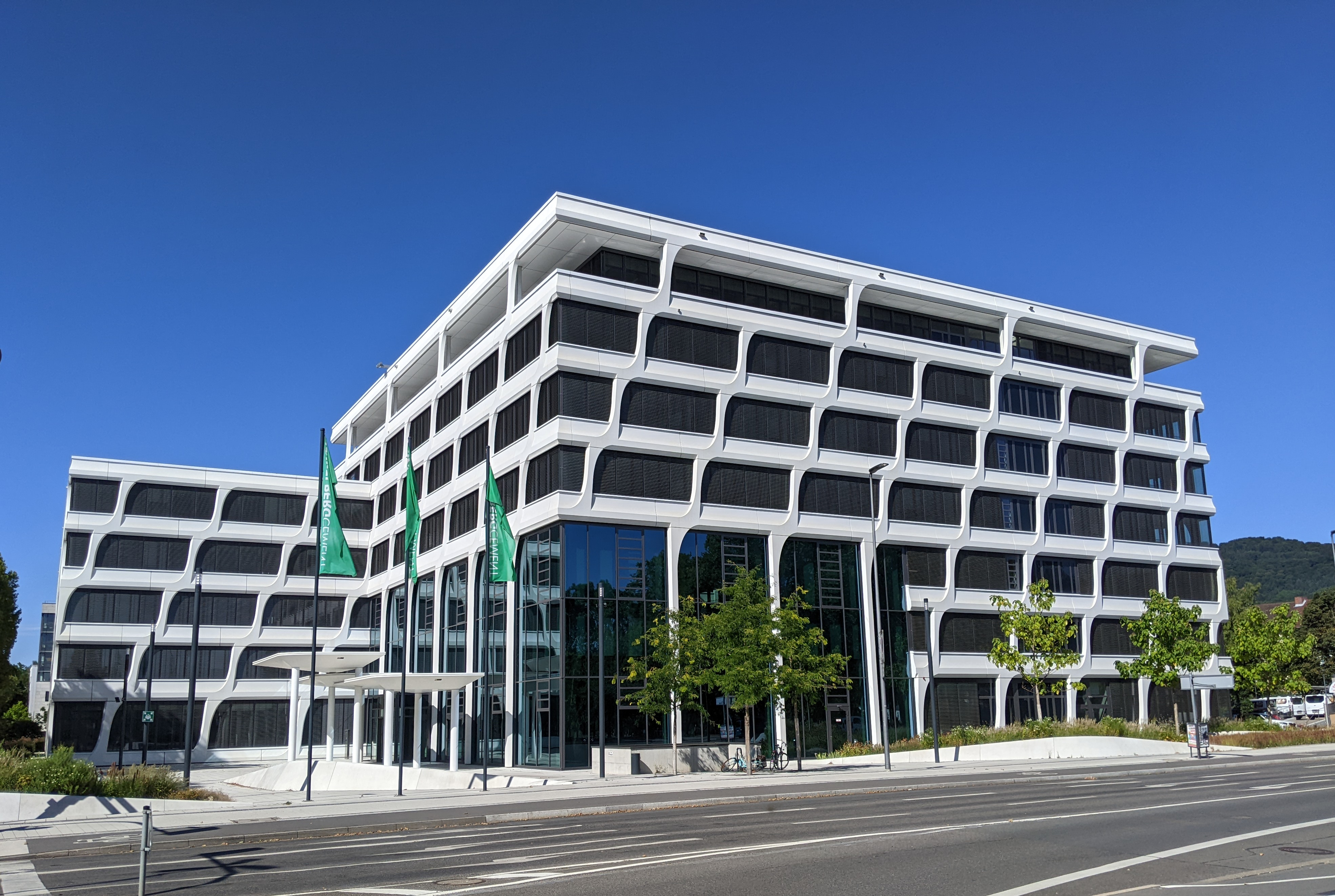
Verwaltungsgebäude in Heidelberg, ab Mitte 2020 bezogen

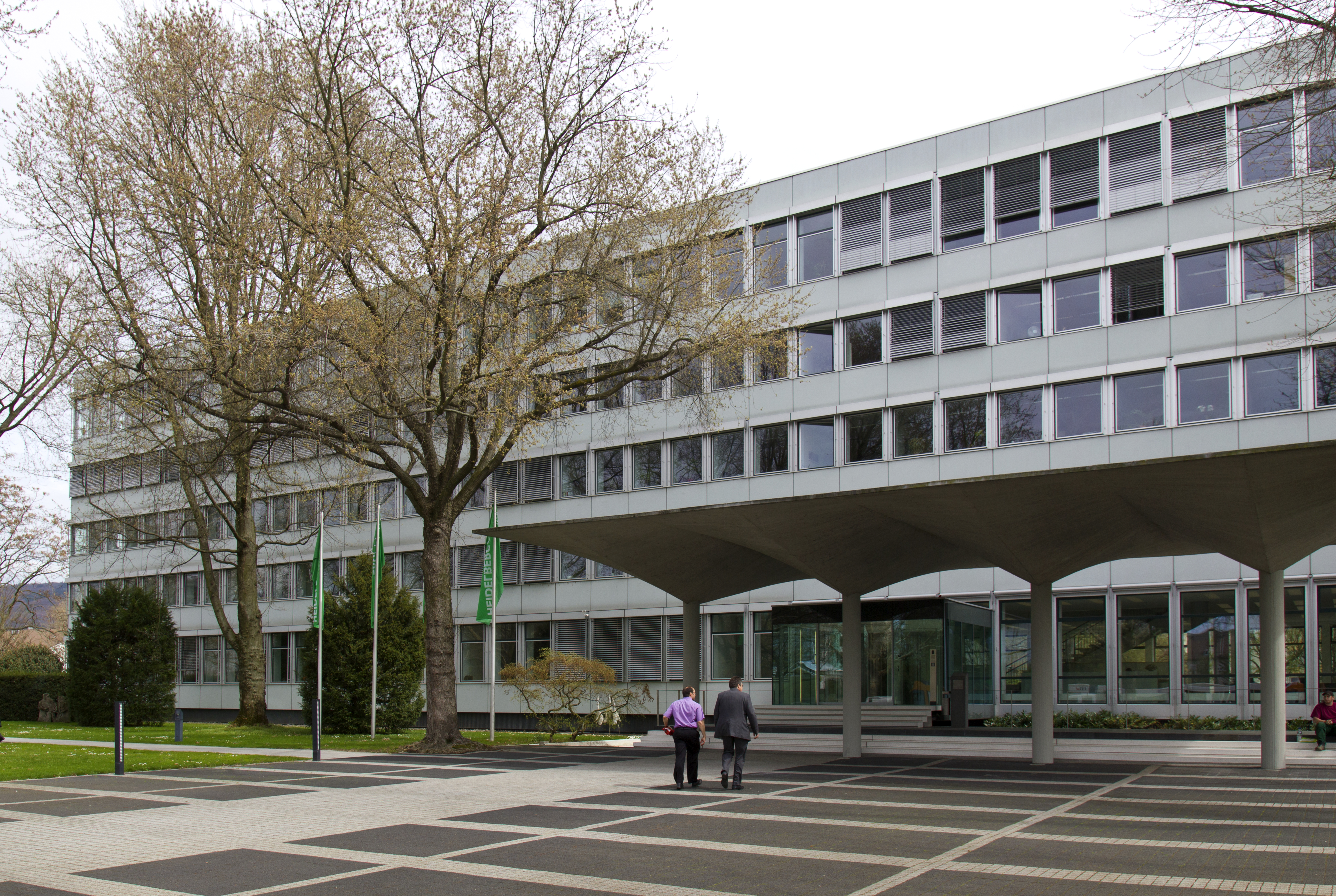
Ehemaliger Firmensitz in Heidelberg. Die neue Hauptverwaltung wurde an selber Stelle gebaut.

Die Heidelberg Materials AG (vor 1978 Heidelberger Zement AG, bis 2023 HeidelbergCement AG) mit Sitz in Heidelberg ist ein börsennotierter Baustoffkonzern, der seit Juni 2010 im Deutschen Aktienindex (DAX) gelistet ist. Das Unternehmen gehört zu den weltweit größten Baustoffunternehmen und ist auf fünf Kontinenten tätig. Die Kernaktivitäten umfassen die Herstellung und den Vertrieb von Zement, Zuschlagstoffen, Transportbeton und Asphalt.

## Geschäftsfelder
Im Bereich Zement bietet Heidelberg Materials Normalzemente, Sonderzemente beispielsweise für den Bau von Wasserbauwerken und Kläranlagen sowie Spezialbindemittel und Umwelttechnik für den Deponiebau und die Altlastensanierung an. Weitere Geschäftsfelder sind Zuschlagsstoffe wie Sand und Kies, Beton- und Kalkprodukte; das Geschäftsfeld Kalksandstein umfasst eine umfangreiche Produktpalette von Steinformaten und Zubehör. Der Konzern ist in 60 Ländern tätig mit 53.000 Mitarbeitern und 3.000 Standorten; er betreibt 143 Zementwerke mit einer Produktionskapazität von knapp 130 Mio. Tonnen Zement und Klinker pro Jahr, 1470 Transportbetonwerke und rund 600 Förderstätten für Zuschlagstoffe.

## Geschichte

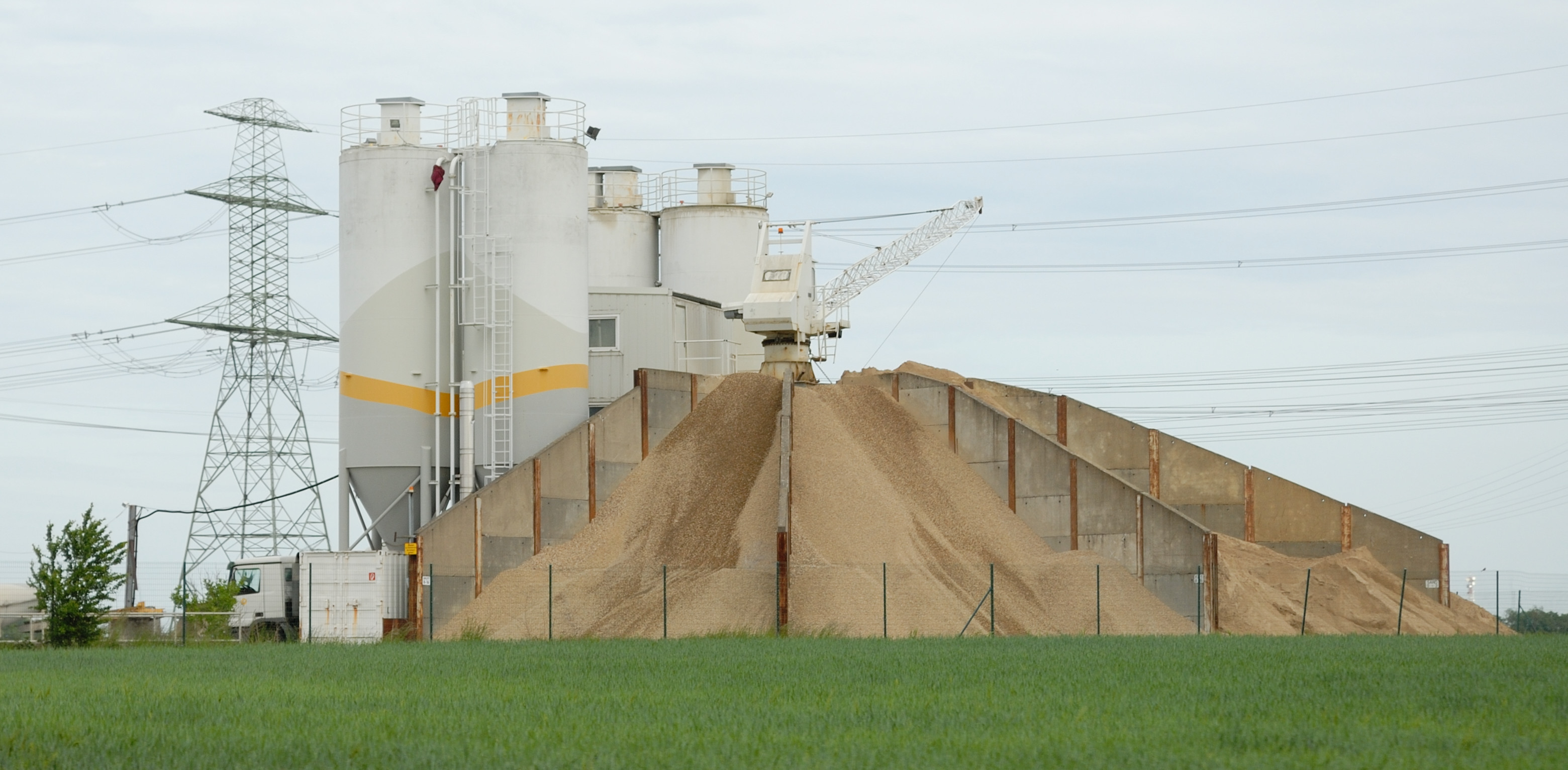
Betonwerk in Lindenberg (Barnim)

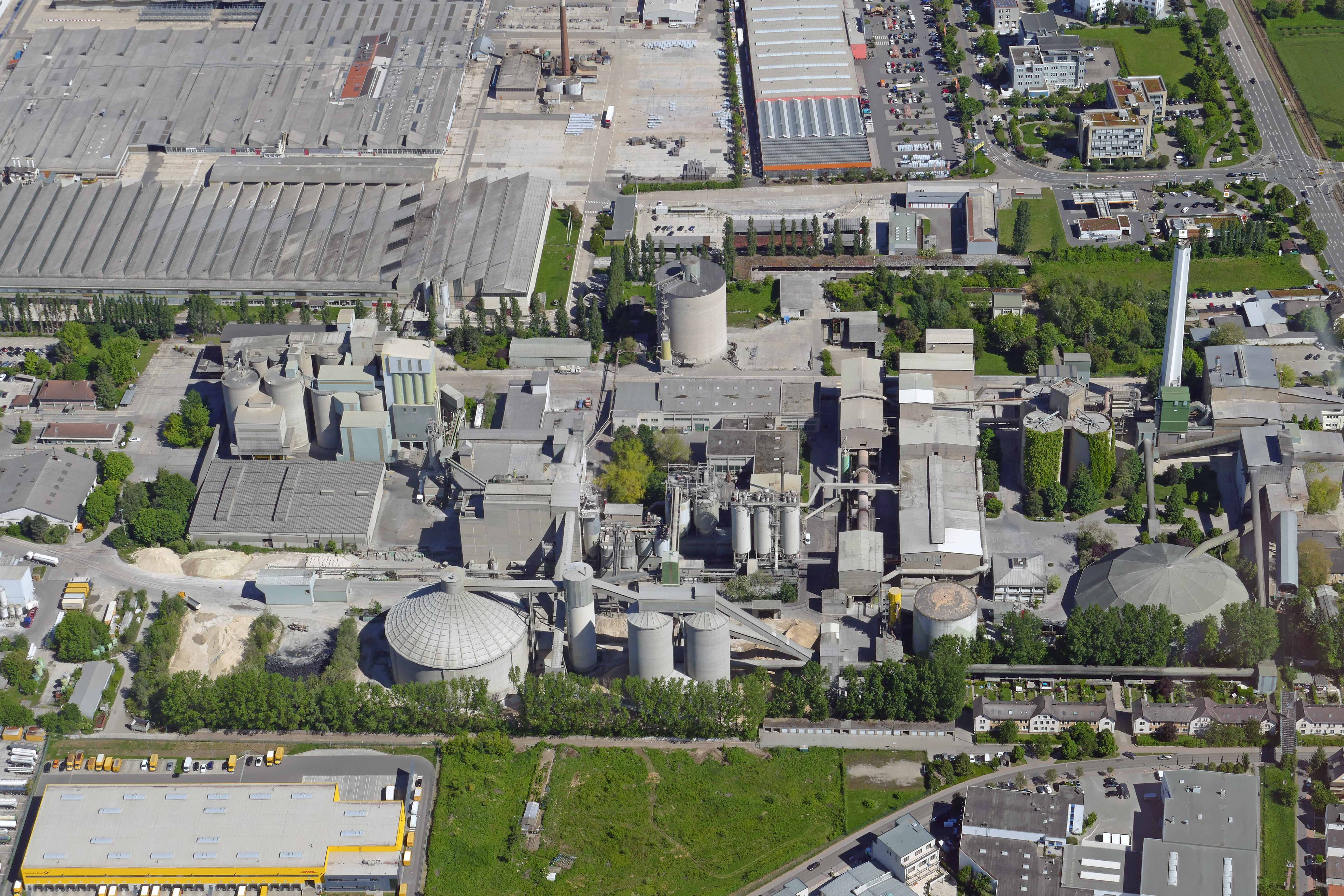
Luftaufnahme des Produktionsstandortes Leimen der HeidelbergCement AG

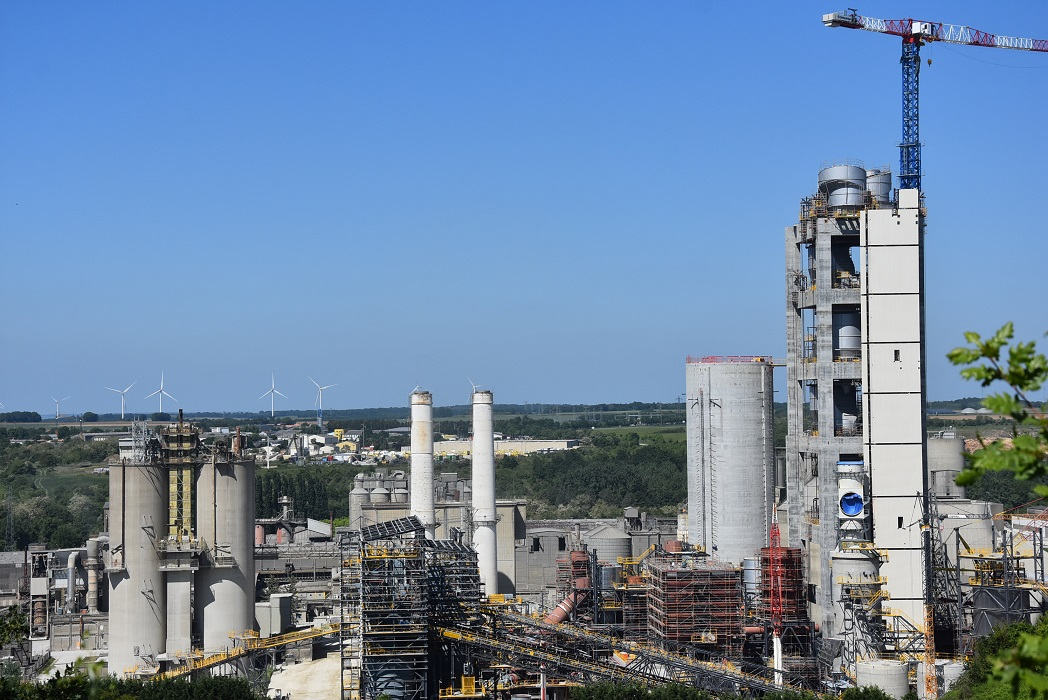
Werk im Bau in West-Frankreich, Frühjahr 2025.

Die Heidelberg Materials AG geht zurück auf die in Heidelberg gelegene Bergheimer Mühle, welche am 3. Januar 1873 in einem Konkursverfahren von dem aus Mosbach stammenden Bierbrauer Johann Philipp Schifferdecker erworben und zu einer Zementfabrik umgerüstet wurde.
1874 wurde das Unternehmen in der Rechtsform der offenen Handelsgesellschaft unter der Firma Portland-Cement-Werk Heidelberg, Schifferdecker & Söhne in das Handelsregister eingetragen, 1875 begann die Zementproduktion. 1889 wurde das Unternehmen in eine Aktiengesellschaft umgewandelt, damit begann eine Phase der starken Expansion unter anderem durch den Bau neuer Zementfabriken. Von 1893 bis 1916 fungierte Carl Leonhard (1848–1930) als kaufmännischer Direktor des Betriebs. 1901 fusioniert das Heidelberger Portland-Cement-Werk mit der Mannheimer Portland-Cement-Fabrik AG zur Portland-Cement-Fabrik Heidelberg und Mannheim AG. 1918 eröffnete man die Materialseilbahn Leimen–Nußloch, die das Werk mit dem benötigten Kalkstein versorgte.
Nach der nationalsozialistischen Machtergreifung 1933 stellte sich das damalige Vorstandsmitglied Ehrhart Schott gegen eine Einflussnahme der Nationalsozialisten in den Werken. Kurz darauf wurde er in Schutzhaft genommen und trat schließlich im Mai 1933 von seinem Posten zurück. Der Generaldirektor des Unternehmens, Otto Heuer, war hingegen am 1. Mai der NSDAP beigetreten und gehörte zum Freundeskreis Reichsführer SS. Die staatlichen Bau- und Rüstungsprojekte ließen die Zementindustrie boomen und sorgten in dem zunehmend gleichgeschalteten Unternehmen für eine insgesamt positive Auffassung der Politik der Reichsregierung. Bis 1938 wurden zahlreiche weitere Zementfabriken und Steinbrüche akquiriert (z. B. 1938 die Portland-Zement Blaubeuren Gebrüder Spohn AG) und das Unternehmen durch verschiedene Fusionen erweitert. Nun firmierte das Unternehmen unter Portland-Zementwerke Heidelberg AG. Während des Zweiten Weltkriegs wurde die Zementindustrie als kriegswichtig eingestuft und hatte zunächst nur geringe Einschränkungen in der Produktion zu verbuchen. Mit zunehmender Kriegsdauer wurden Kriegsgefangene und Zwangsarbeiter in zahlreichen Werken eingesetzt; die Zahl der Betroffenen wird laut dem Unternehmen auf 1000 Personen eingeschätzt. Nach dem Krieg, in dem die meisten Werke weitgehend unbeschädigt blieben, wurde der gesamte Vorstand entlassen und das frühere Vorstandsmitglied Ehrhart Schott eingesetzt, um das Unternehmen wieder aufzubauen.
1959 stieg das Unternehmen auch in die Transportbetonbranche ein. Von 1953 bis 1973 war Wilhelm Koch Mitglied des Vorstandes. An 1968 war der Ingenieur Adolf Meyer (* 1921 in Wellendorf) Direktor der Heidelberger Zement Aktionsgesellschaft; 1977 expandierte das Unternehmen nach Nordamerika und gründete dort Tochtergesellschaften. Ebenso wurden weitere Branchen des Baustoffhandels erschlossen (Baustoffchemie, Dämmsysteme). 1978 wurde das Unternehmen in Heidelberger Zement AG umbenannt.
1993 erfolgte der Erwerb von 42,4 % der belgischen S.A. Cimenteries CBR, die 1999 komplett übernommen wurde. In den 1990er Jahren wurde das Unternehmen zusehends internationalisiert, insbesondere durch Expansion nach Ostasien. Ebenfalls 1999 wurde der Baustoffhersteller Scancem in Schweden übernommen, wo das Unternehmen heute als Cementa firmiert. Ab 2001 wurde schrittweise der indonesische Zementhersteller Indocement unter Mithilfe der WestLB übernommen. 2002 wurde das Unternehmen in HeidelbergCement umbenannt.
Anfang 2005 übernahm Adolf Merckle die Kontrolle des Unternehmens und setzte Bernd Scheifele als Vorstandsvorsitzenden ein; nach Abschluss eines öffentlichen Übernahmeangebots im Juli 2005 hielten Spohn Cement und andere der Merckle Unternehmensgruppe zuzurechnende Aktionäre knapp 78 % der Anteile an HeidelbergCement.
Ebenfalls 2005 übernahm HeidelbergCement 100 Prozent der Bukhtarma Cement Company (BCC) in Kasachstan.
Im Mai 2007 kündigte der Konzern die Übernahme des britischen Baustoffkonzerns Hanson für 9,5 Milliarden Pfund (14,0 Milliarden Euro) an, die bis dahin größte Übernahme im Baustoffsektor. Diese Übernahme wurde weitgehend durch Fremdkapital finanziert, aber auch durch die Platzierung des 35-prozentigen Anteils an dem französischen Zementhersteller Vicat im Juni 2007, wodurch ein Erlös von rund einer Milliarde Euro erzielt wurde, und dem Verkauf der Baustofftochter Maxit für 2,13 Milliarden Euro im August 2007 an den französischen Wettbewerber Saint-Gobain.
Im September 2009 gab das Unternehmen eine kombinierte Kapitalerhöhung und Aktienumplatzierung bekannt, die dazu beitragen sollte, die Verschuldung des Unternehmens (mit Nettofinanzverbindlichkeiten von 11,3 Milliarden Euro zum 30. Juni 2009) durch die Platzierung von 62,5 Millionen neuer Aktien abzubauen und auch deren Hauptaktionär, die Merckle-Gruppe, durch die Platzierung von 57,2 Millionen alter Aktien zu entschulden. Damit reduzierte Ludwig Merckle, Erbe von Adolf Merckle, seinen Anteil deutlich von 72,4 % auf unter 25 %. HeidelbergCement wurde am 21. Juni 2010 in den DAX aufgenommen.
2013 wurde das Zementunternehmen CJSC Construction Materials mit Sitz in der russischen Republik Baschkortostan erworben.
2016 vollendete HeidelbergCement die im Vorjahr angekündigte Übernahme von 45 Prozent der italienischen Italcementi.
Die 1963 errichtete Heidelberger Hauptverwaltung in der Berliner Straße wurde 2017 abgerissen und bis 2020 an gleicher Stelle für ca. 100 Millionen Euro ein größerer Neubau errichtet.
Im September 2022 gab der Baustoffhersteller bekannt, sich in Heidelberg Materials umzubenennen. Die Verwendung der neuen Marke startete Anfang 2023, der rechtliche Firmenname wurde im Mai 2023 geändert. Der neue Markenauftritt wird mitunter als Greenwashing bewertet, da der Konzern derzeit (2023) der DAX-Konzern mit dem zweithöchsten CO2-Ausstoß ist.

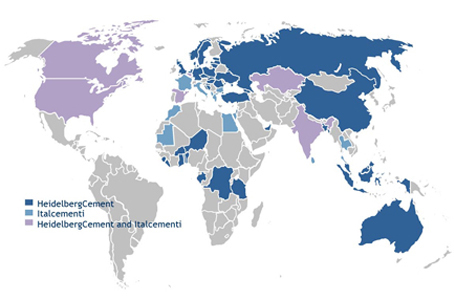
HeidelbergCement inkl. Italcementi

## Aktien
Das Unternehmen gehört zu den führenden börsennotierten Gesellschaften der deutschen Nachkriegsgeschichte und wurde in den Deutschen Aktienindex (DAX) aufgenommen. Großaktionär ist die VEMOS 2 Beteiligungen GmbH (Zossen) mit rund 25,5 Prozent.

### Aktionärsstruktur
Rund ein Viertel des stimmberechtigten Grundkapitals wird von Ludwig Merckle gehalten und gilt als Festbesitz, die übrigen rund 71,12 % werden dem Streubesitz zugerechnet. Aktionäre mit meldepflichtigen Anteilen siehe Tabelle:
| Anteil (in Prozent) | Anteilseigner                                       |
| ------------------- | --------------------------------------------------- |
| 28,88               | Ludwig Merckle über die PH Vermögensverwaltung GmbH |
| 5,09                | BlackRock                                           |
| 5,06                | The Capital Group Companies, Inc.                   |
| 4,83                | Artisan Partners Asset Management Inc.              |

Stand: Anfang 2025

## Konzern-Kennzahlen
Die Entwicklung wesentlicher Kennzahlen zum Unternehmen:
| Jahr                                | 2017   | 2018   | 2019   | 2020   | 2021   | 2022   | 2023   | 2024   |
| ----------------------------------- | ------ | ------ | ------ | ------ | ------ | ------ | ------ | ------ |
| Umsatz (in Mio. Euro)               | 17.266 | 18.074 | 18.851 | 17.605 | 18.719 | 21.095 | 21.178 | 21.156 |
| Ergebnis vor Steuern (in Mio. Euro) | 1.459  | 1.518  | 1.343  | -1.880 | 2.537  | 1.955  | 2.615  | 2.338  |
| Bilanzsumme (in Mio. Euro)          | 35.414 | 36.643 | 39.651 | 33.271 | 34.568 | 34.091 | 36.349 | 38.255 |
| Eigenkapital (in Mio. Euro)         | 16.052 | 16.822 | 18.504 | 14.548 | 16.660 | 17.624 | 18.375 | 19.975 |
| Dividende je Aktie (EUR)            | 1,90   | 2,10   | 0,60   | 2,20   | 2,40   | 2,60   | 3,00   | 3,30   |
| Anzahl Mitarbeiter                  | 59.054 | 57.939 | 55.047 | 53.122 | 51.209 | 50.780 | 50.997 | 51.129 |

## Zementkartell
Im Jahr 2000 haben insgesamt 29 ehemalige Kunden eine Sammelklage vor Gericht eingereicht, vertreten durch die belgische Aktiengesellschaft Cartel Damage Claims (CDC) und verbunden mit einer Forderung von mindestens 113 Mio. Euro Schadensersatz für die angeblich überhöhten Preise. Laut der Klägerforderung sei ein Schaden von mehr als 150 Millionen Euro entstanden. CDC wirft dabei dem Marktführer HeidelbergCement sowie den Firmen Schwenk Zement, Lafarge, Dyckerhoff, Cemex und Holcim vor, zwischen 1993 und 2001 als Kartell das Preisniveau in Deutschland entscheidend bestimmt zu haben und somit auch die Baupreise künstlich auf einem hohen Niveau gehalten zu haben. 2004 wurde die HeidelbergCement AG als einer der Hauptakteure im damals vom Bundeskartellamt aufgedeckten sogenannten Zementkartell mit einer Geldbuße von 252 Mio. Euro belegt. Dagegen legte das Unternehmen Rechtsmittel ein. Das Oberlandesgericht Düsseldorf reduzierte 2009 die Buße auf 160 Millionen Euro. Der Bundesgerichtshof wies im April 2013 die Klage von HeidelbergCement gegen diese Kartellstrafe in letzter Instanz ab.
Bereits im Jahr 2000 war das Unternehmen mit einer Geldstrafe von ca. 3,5 Mio. Euro belegt worden, weil es seit 1983 mit 41 europäischen Zementfirmen aus 14 EU-Ländern sowie der Schweiz und Norwegen den europäischen Zementmarkt aufgeteilt hatte und die Unternehmen sich gegenseitigen Verzicht auf die nationalen Marktgebiete erklärt hatten. Diese Vereinbarungen wurden nach Überzeugung des damaligen EU-Wettbewerbskommissars Karel Van Miert auch nach 1994 weiter geführt.

## Kritik und öffentliche Kontroversen

### Indonesien
Heidelberg Materials ist über seine Tochterfirma Indocement maßgeblich am geplanten Bau einer umstrittenen Zementfabrik auf der indonesischen Insel Java beteiligt. Ziel ist die Erschließung des Kendeng-Gebirges gegen den Widerstand der dort lebenden Menschen. Neben der Zerstörung des komplexen ökologischen Systems habe der Bau auch die Marginalisierung der – teilweise indigen lebenden – Bewohner der Region zur Folge. In der Region gibt es bereits Proteste von Einheimischen, die als „Sedulur Kendeng“ bekannt sind, gegen das Abbauvorhaben des staatlichen Zementunternehmens PT Semen Indonesia im Kendeng-Gebirge. Aus diesem Grund haben sich im März 2017 50 Personen die Füße auf dem Platz vor dem Präsidentenpalast in Jakarta einbetonieren lassen. Das ist das zweite Mal in elf Monaten.
Neben dem Protest gegen den Fabrikneubau von Heidelberg Materials und dessen ökologische Folgen, als „falsch verstandene ‚Entwicklung‘ auf Kosten von Indigenen und Bauern“, appellierten die Aktivistinnen auch politisch an HeidelbergCement, wonach „ein deutsches Unternehmen […] in keinem Land der Welt in Umweltzerstörung und Menschenrechtsverletzungen investieren (dürfe)“.
Indonesische Gemeindevertreter aus der betroffenen Region haben am 9. September 2020 bei der Bundesregierung eine Beschwerde gegen HeidelbergCement eingereicht. Sie sehen ihre wirtschaftlichen, sozialen und kulturellen Rechte, wie sie in der UN-Erklärung über indigene Völker verankert sind, verletzt. Der massive Eingriff in das Ökosystem des Karsts zerstöre unter anderem die natürlichen Wasserressourcen als Basis lokaler Subsistenzwirtschaft und bedrohe damit die Existenzgrundlage tausender Anwohner. Adressat der Protestnote ist die im Wirtschaftsministerium angesiedelte Nationale Kontaktstelle der Organisation für wirtschaftliche Zusammenarbeit und Entwicklung (OECD). Als OECD-Mitglied unterhält Deutschland dieses Instrument, um Beschwerden gegen deutsche Firmen wegen etwaiger Verstöße gegen die OECD-Leitsätze für multinationale Unternehmen im Ausland zu prüfen – auch die aktuelle Klage aus Indonesien. Die Leitsätze für Firmen sind umfangreich und regeln etwa Menschenrechts- und Umweltstandards.

### Westjordanland
Im von Israel besetzten Westjordanland beutet HeidelbergCement über seine hundertprozentige Tochter Hanson Israel nach Ansicht israelischer Anwälte völkerrechtswidrig den großen Steinbruch Nahal Raba aus. Nach Recherchen des ARD-Magazins „Panorama“ vom 2. September 2010 und des ARD Studios Tel Aviv wurden die abgebauten Bodenschätze nach Israel gebracht und kommen den Palästinensern nicht zugute. Palästinenser aus dem Dorf az-Zawiya in unmittelbarer Nachbarschaft des Steinbruchs erheben Anspruch auf das Land.
Die israelische Menschenrechtsorganisation Jesch Din forderte in einer Klage vor dem Obersten Israelischen Gerichtshof die zu HeidelbergCement gehörende Firma und andere israelische Betreiber von Steinbrüchen im besetzten Gebiet auf, den Abbau im Westjordanland einzustellen. HeidelbergCement und seine Tochterfirma Hanson Israel wollten sich laut Panorama zu den Vorwürfen nicht äußern, setzen aber den Abbau bis auf Weiteres fort.
Die Klage der israelischen Menschenrechtsvereinigung wurde vom obersten Gerichtshof in Israel am 26. Dezember 2011 zurückgewiesen.
Am 21. November 2020 protestierten Aktivisten gegen den Hanson-Steinbruch und die damit einhergehenden ökologischen Auswirkungen und den Verstoß gegen internationales Recht, da der Steinbruch auf besetztem Gebiet liegt.
Die Heidelberg Materials AG wird unter anderem im Juni 2025 in dem Bericht der Sonderbeauftragten der UNO für die Menschenrechtslage in den seit 1967 besetzten palästinensischen Gebieten, Francesca Albanese unter dem Titel »Von der Besatzungsökonomie zur Völkermordökonomie« angeführt:
Die deutsche Heidelberg Materials AG hat über ihre Tochtergesellschaft Hanson Israel dazu beigetragen, Millionen Tonnen von Dolomitgestein aus dem Nahal-Raba-Steinbruch auf Land zu plündern, das palästinensischen Dörfern im Westjordanland weggenommen wurde. Im Jahr 2018 gewann Hanson Israel eine öffentliche Ausschreibung zur Lieferung von Materialien aus diesem Steinbruch für den Bau von Siedlungen und hat seitdem den Steinbruch fast vollständig leergeräumt …
»Für manche ist Völkermord profitabel«, sagte Albanese bei der Vorstellung des Berichtes.

### Klimaschäden durch Heidelberg Materials
Heidelberg Materials ist einer der DAX Konzerne mit den größten Kohlenstoffdioxid-Emissionen und hat dort 2023 RWE als größten CO₂-Emittent abgelöst. So kam eine Studie von „right. based on science“ zu dem Schluss, dass sich die Erde um mehr als 10 °C erwärmen würde, wenn alle Unternehmen so wie Heidelberg Materials handeln würden. Aus diesem Grund gab es gegen den Konzern unter anderem bereits Proteste von Fridays for Future, Extinction Rebellion und der lokalen Gruppe „Wurzeln im Beton“. Die Aktivistinnen und  Aktivisten von Wurzeln im Beton blockierten im Sommer 2020 den Haupteingang der Firmenzentrale, der Konzern reagierte mit einem Strafantrag gegen 17 Personen.
| Jahr | Menge (in Millionen Tonnen) |
| ---- | --------------------------- |
| 1990 | 83,2                        |
| 2017 | 73,8                        |
| 2018 | 75,7                        |
| 2019 | 72,6                        |
| 2020 | 67,9                        |
| 2021 | 69,0                        |
| 2022 | 61,7                        |
| 2023 | 63,9                        |

Laut dem eigenen Nachhaltigkeitsbericht 2020 hat sich die Firma zum Ziel gesetzt die spezifischen CO2-Emissionen verglichen mit 1990 von 750 kg CO2/t zementartigem Material bis 2025 um 30 % zu reduzieren auf 525 kg CO2/t zementartigem Material.